# Dainville-Bertheléville
 Dainville-Bertheléville  es una población y comuna francesa, en la región de Lorena, departamento de Mosa, en el distrito de Commercy y cantón de Gondrecourt-le-Château.

## Demografía
| 302 | 305 | 204 | 152 | 138 | 139 |
| Para los censos de 1962 a 1999 la población legal corresponde a la población sin duplicidades (Fuente: INSEE [Consultar]) |     |     |     |     |     |